# Band Internacional
Band Internacional es un canal de televisión por suscripción internacional de origen brasileño, del conglomerado brasileño Bandeirantes, para brasileños que viven en el extranjero.

## Lanzamiento y contenido
El canal está actualmente disponible en cinco países: Estados Unidos (el primer país de alcance, en el que se lanzó en 2007), Angola, Mozambique (2009), Paraguay (2011), Argentina y Uruguay (2016).
El canal tiene una programación diferenciada para transmitir programas también de los canales BandSports, BandNews TV y Arte 1; todos los emisores pertenecientes al Grupo Bandeirantes; además de la señal de Band TV.

## Corresponsales
- Nueva York - Murilo Borges[1][2]
- Washington D. C. - Nuria Saldanha
- París - Sonia Blota
- Londres - Felipe Kieling